# Morgonbön
Morgonbön är en kristen andakt som äger rum på morgonen, enskilt eller i grupp.
I organiserad form förekommer morgonbön i första hand vid kristna läger och konferenser, samt vid kloster och kommuniteter. I tidegärden, en medeltida böneordning med böner vid dagens olika tider, betecknas morgonbönen laudes.